# Mundo Novo
Mundo Novo là một đô thị thuộc bang Bahia, Brasil. Đô thị này có diện tích 1496,144 km², dân số năm 2007 là 14286 người, mật độ 9,5 người/km².